# Liste der Wappen auf Sardinien
Die Liste der Wappen auf Sardinien zeigt die Wappen der Provinzen der autonomen Region Sardinien der Italienischen Republik. In dieser Liste sind die Wappen jeweils mit einem Link auf den Artikel über die Provinz und mit einem Link auf die Liste der Wappen der Orte in dieser Provinz angezeigt.

## Wappen Sardiniens

Wappen Sardiniens
Flagge der Region Sardinien
Lage der Region Sardinien

## Wappen der Provinzen und Metropolitanstädte der Region Sardinien

Provinz Nuoro (Wappen der Orte)
Provinz Oristano (Wappen der Orte)
Metropolitanstadt Sassari (Wappen der Orte)
Provinz Sud Sardegna (Wappen der Orte)